# Ölper Turm
| \| \|                                                          |
| Der Ölper Turm.Verlauf der Braunschweiger Landwehr             |
| Ölper Turm · Karte Braunschweigs mit dem Verlauf der Landwehr. |

Der Ölper Turm ist einer der sieben ehemaligen Wehrtürme der Braunschweiger Landwehr, die im Jahre 1376 als äußere Befestigungsanlage der Stadt Braunschweig errichtet wurde.

## Geografie
Der Ölper Turm steht westlich der Kreisstraße 1, die in diesem Bereich Celler Heerstraße heißt, zwischen Bockshorn- und Hirtenweg im Braunschweiger Stadtteil Ölper. Südwestlich davon liegen das Autobahnkreuz Ölper, das die Braunschweiger Westtangente mit der Nordtangente verbindet, und im Osten die Oker und das Naherholungsgebiet rund um den Ölper See.

## Geschichte
1388 wurde erstmals ein Bergfried an dem Platz erwähnt, auf dem der Ölper Turm steht. Zu jener Zeit hieß der Ort jedoch noch „Elbere“. Der Wehrturm diente der Überwachung des Handelsverkehrs auf der späteren „Celler Straße“ oder „Celler Heerstraße“, die für die Stadt Braunschweig eine wichtige Verbindungsstraße in nördlicher und nordwestlicher Richtung bildete.
Im Jahre 1413 wurde ein etwa 13 m hoher, steinerner Wehrturm mit Fachwerkaufbau errichtet. Der Turm, die Siedlung Ölper und der in ihrem Bereich befindliche Abschnitt der Landwehr wurden der Verwaltungs- und Gerichtshoheit des Weichbildes Neustadt untergeordnet, zu dem auch der Raffturm gehörte. Der Ölper Turm wurde, wie andere Wehrtürme auch, als Ausspann-, Wach- und Zollstation genutzt. 1642 wurde hier die Landwehrschänke errichtet, die als Zollstation aber auch als Versammlungsstätte diente und die den Durchreisenden Speise- und Übernachtungsmöglichkeiten bot. Von 1671 bis 1680 fiel die Landwehr durch die Eroberung der Stadt Braunschweig an Herzog Rudolf August.
Im Jahre 1735 wurde der Ölper Turm an einen Gastwirt verpachtet und das Grundstück gelangte 1765 in Privatbesitz. Der ehemalige Wehrturm wurde im Jahr 1825 abgetragen und es wurde dort ein großer Tanzsaal errichtet. Der Name „Ölper Turm“ blieb für diesen Gebäudekomplex erhalten.
Der 1642 errichtete Fachwerkbau „Ölper Turm“ (ehemals Landwehrschenke) steht unter Denkmalschutz, hier insbesondere die zweigeschossige Gaststätte mit Satteldach und der Saalanbau (Tanzsaal) mit Turmaufsatz unter Vollwalmdach, der um 1830 errichtet wurde. Der ehemalige Wehrturm wurde zudem 1980 in das Wappen des Stadtteils Ölper aufgenommen.

Ansichten des Ölper Turmes
Der Ölper Turm um 1786
Ölper Turm 1818 noch mit dem 1825 abgerissenen Wehrturm
Der Ölper Turm (1839) Darstellung von Wilhelm Pätz
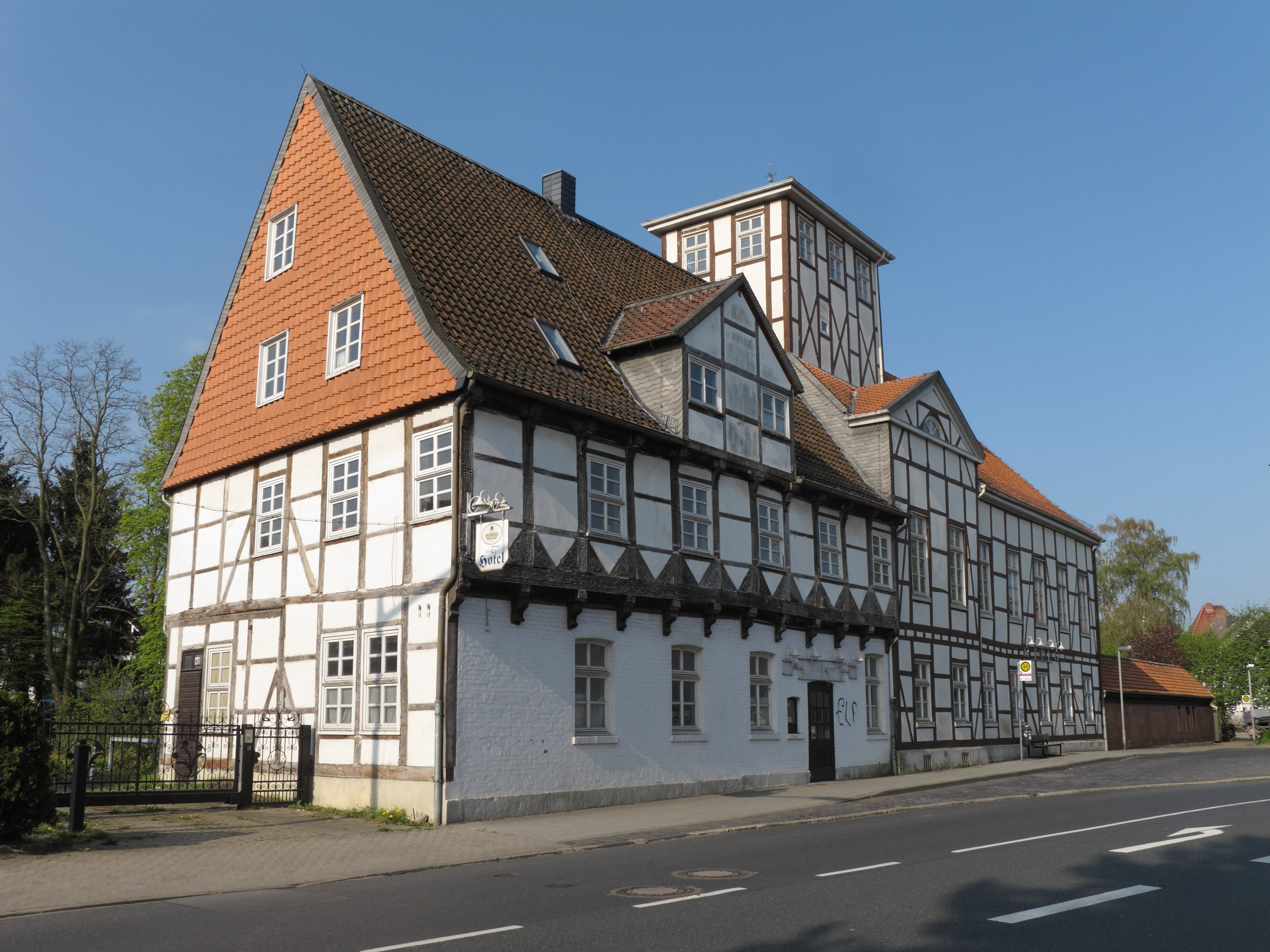
Der Ölper Turm im Jahr 2013

1981 erwarb Arthur Wiswedel das Gebäude von der Stadt Braunschweig und ließ es für einige Millionen D-Mark nach alten Plänen restaurieren. Anschließend galt der Ölper Turm mit seiner Gaststätte als beliebter Treffpunkt für Bürger Braunschweigs und Umgebung. Der Gastronomiebetrieb wurde 2005 nach einigen Jahren wieder eingestellt. Nachdem der Ölper Turm mehrere Jahre leer stand, wurden im Jahr 2015 Investoren gesucht, um den Gebäudekomplex in Zusammenarbeit mit dem Denkmalschutz der Stadt Braunschweig zu sanieren und zu Wohnzwecken umzubauen, so sollen 13 Eigentumswohnungen entstehen. Für die Umsetzung wurde die Ölper Turm GmbH (zunächst als Ölper Turm U.G.) gegründet. Insgesamt beträgt die Grundfläche rund 1.500 m². Für die Wohnungen waren Flächen zwischen 53 und 178 m² geplant. In den Jahren 2017 bis 2019 wurde der Gebäudekomplex komplett umgebaut, restauriert und zu Eigentumswohnungen ausgebaut.